# Shades
Shades – album studyjny amerykańskiego pianisty jazzowego Andrew Hilla, wydany z numerem katalogowym SN 1113 w 1987 roku przez Soul Note. Cztery z sześciu zawartych na płycie kompozycji zostały zagrane przez kwartet, dwie przez trio.

## Powstanie
Materiał na płytę został zarejestrowany 3 i 4 lipca 1986 roku przez Giancarlo Barigozziego w należącym do niego Studio Barigozzi w Mediolanie. Produkcją albumu zajął się Giovanni Bonandrini.

## Lista utworów
Opracowano na podstawie materiału źródłowego.
Wydanie LP
Strona A
| Nr | Tytuł utworu     | Muzyka      | Długość |
| -- | ---------------- | ----------- | ------- |
| 1. | „Monk’s Glimpse” | Andrew Hill | 4:36    |
| 2. | „Tripping”       | Hill        | 6:31    |
| 3. | „Chilly Mac”     | Hill        | 5:29    |
| 4. | „Ball Square”    | Hill        | 5:34    |
|    |                  |             | 22:10   |

Strona B
| Nr | Tytuł utworu | Muzyka | Długość |
| -- | ------------ | ------ | ------- |
| 1. | „Domani”     | Hill   | 7:28    |
| 2. | „La Verne”   | Hill   | 13:43   |
|    |              |        | 21:11   |

## Twórcy
Opracowano na podstawie materiału źródłowego.
Muzycy:
- Andrew Hill – fortepian
- Clifford Jordan – saksofon tenorowy (A1, A3, B1, B2)
- Rufus Reid – kontrabas
- Ben Riley – perkusja

Produkcja:
- Giovanni Bonandrini – produkcja muzyczna
- Giancarlo Barigozzi – inżynieria dźwięku
- Giuliano Crivelli – projekt okładki
- Nat Hentoff – liner notes